# 野口順一
野口 順一（のぐち じゅんいち、1925年（大正14年）1月28日 - 2018年（平成30年）9月15日）は、日本の医師（皮膚科）。東京都八王子市生まれ。1949年東北大学医学部卒業。同大学院入学・卒業後、東北大学医学部皮膚科講師、東北大学鳴子分院講師を経て、岩手県立中央病院皮膚科長を務めるなどした。
ステロイド剤を使用せず、民間療法として放任されていた、いわゆる湯治を医学分野で研究、その適応、利用方法を研究。

## 略歴

### 学歴
- 1949年 - 東北大学医学部卒業。
- 1955年 - 東北大学大学医学部研究科卒業。

### 職歴
- 1951年 - 東北大学助手。
- 1955年 - 東北大学医学部講師。
- 1956年 - 東北大学附属鳴子病院講師。
- 1962年 - 岩手県立中央病院皮膚科長。
- 1990年 - 医療法人博愛会上田病院副院長。
- 2005年 - 医療法人恵生会河南病院院長。
- 2006年 - 社団医療法人啓愛会孝仁病院。

### 所属学会

#### 日本皮膚科学会
- 1967年 - 評議員。
- 1986年 - 皮膚科専門医認定。[3]

#### 日本温泉気候物理医学会
- 1958年 - 入会。
- 1977年 - 温泉療法医認定。
- 1990年 - 温泉療法専門医認定。
- 1970年～1995年 - 評議員。
- 1986年 - 会長。
- 1987年 - 第52回総会大会長。[4]

#### 日本温泉科学会
- 1981年 - 評議員[3]
- 1987年 - 第50回大会長(湯瀬・秋田県)[5]
- 2000年 - 特別講演 皮膚病の温泉療法。[6]

### 表彰
- 1994年 - 環境庁長官表彰（温泉治療研究）。[7][8]

## 著作
- 野口順一『アトピー性皮膚炎の温泉・水治療法 : ステロイド皮膚症からの離脱』光雲社、1995年3月　 ISBN 978-4795273214
- 野口順一『皮膚病の温泉・水治療法』光雲社、1996年3月　ISBN 978-4795273269

## 掲載書籍・雑誌
- 週刊朝日　朝日新聞社　1991.7.19『決定版　最新療法全ガイド　アトピー皮膚炎を治す　連載７』p59～61　NCID　AN10051537
- 『アトピー性皮膚炎を治す : 最新療法全ガイド』　週刊朝日編集部　朝日新聞社, 1992.6　ISBN　4022564342　p205～210
- 『 アトピー性皮膚炎専門医・病院ガイド』　松井宏夫監修　法研, 1997.1　ISBN　4879541443　p129～132、p137
- 『玉川温泉公式ガイドブック : 効能溢れる癒しの温泉』　秋田文化出版 編集・制作, 玉川温泉, 新玉川温泉 監修　秋田文化出版, 2011.3　ISBN　9784870225411　p25

## 論文
【～1979年】
- 「皮膚科性病科雑誌 第66巻 第12号 / グアノフラシンに因る人工的白斑」『日本皮膚科学会雑誌』第66巻第12号、日本皮膚科学会、1956年、723頁、doi:10.14924/dermatol.66.723、ISSN 0021-499X、NAID 130005055980。 (要購読契約)
- 杉山尚, 興野義一, 佐川孝介, 宇野嘉一郎, 星信男, 鈴木広平, 大橋昭, 野口順一「東北地方温泉地に於ける湯治概況調査成績:IX 山形県白布高湯温泉 (附新白布高湯) における湯治概況と二三の医学的調査」『日本温泉気候学会雑誌』第23巻第4号、日本温泉気候物理医学会、1959年、512-521頁、doi:10.11390/onki1935.23.512、ISSN 0369-4240、NAID 130002041433。
- 野口順一「人工硫化水素泉の皮膚局所作用」『日本温泉気候学会雑誌』第25巻第3号、日本温泉気候物理医学会、1961年、233-254頁、doi:10.11390/onki1935.25.233、ISSN 0369-4240、NAID 130002041500。
- イオントフォレ-ゼについて(質疑応答) 【皮膚科の臨床 18(10), p737-738, 1976-10 金原出版】 野口 順一

【1980年～】
- 野口順一「泉浴刺激の皮膚疾患治療への利用」『日本温泉気候物理医学会雑誌』第44巻第1-2号、日本温泉気候物理医学会、1980年、38-41頁、doi:10.11390/onki1962.44.38、ISSN 0029-0343、NAID 130002040049。
- 野口順一「アトピー性皮膚炎 (神経性皮膚炎) の条件反射学的治療」『岩手県立病院医学会雑誌』第20巻、1981年、87-97頁、NAID 10013596965。
- 野口順一「西ドイツ温泉保養地における医療活動について」『日本温泉気候物理医学会雑誌』第45巻第1号、日本温泉気候物理医学会、1981年、32-34頁、doi:10.11390/onki1962.45.32、ISSN 0029-0343、NAID 130002039940。
- 野口順一「皮膚疾患の温泉療法 : 痂皮形成について」『日本温泉気候物理医学会雑誌』第46巻第1号、日本温泉気候物理医学会、1982年、28-29頁、doi:10.11390/onki1962.46.28、ISSN 0029-0343、NAID 130002039882。
- 野口順一「フランスの皮膚病湯治文献の紹介とその読後感想」『日本温泉気候物理医学会雑誌』第45巻第3/4号、日本温泉気候物理医学会、1982年、78-80頁、doi:10.11390/onki1962.45.3-4_78、ISSN 0029-0343、NAID 130002039895。
- 西ドイツおよび岩手県における温泉医療について (第34回日本温泉科学会大会号) 【温泉科学 32(3), p84-85, 1982-01日本温泉科学会、野口順一
- 皮膚真菌症の水治療法 『岩手県立病院医学会雑誌』 22巻：02号： p.96-102 発行年：1983年03月31日、野口順一 (要購読契約)
- 野口順一「尋常性乾癬の温泉治療」『日本温泉気候物理医学会雑誌』第47巻第1号、日本温泉気候物理医学会、1983年、37-37頁、doi:10.11390/onki1962.47.37、ISSN 0029-0343、NAID 130002039780。
- 尋常性乾せんの水治療法 『岩手県立病院医学会雑誌』 23巻：2号：p.136-145 発行年：1984年03月31日、野口順一 (要購読契約)
- 帯状ほうしんに対するビスコクラウリン型アルカロイド(セファランチン)の使用経験 『基礎と臨床』18巻：4号：p.1638-1642 発行年：1984年04月、野口順一 (要購読契約)
- 帯状ほうしん等ウイルス性皮膚疾患に対する水治療法『岩手県立病院医学会雑誌』25巻：1号：p.88-101 発行年：1985年11月、野口順一 (要購読契約)
- こん虫刺せきの水治療法『岩手県立病院医学会雑誌』 25巻：1号：p.79-87 発行年：1985年11月、野口順一 (要購読契約)
- 野口順一「フランスの皮膚病湯治文献の紹介とその読後感想 (3)」『日本温泉気候物理医学会雑誌』第49巻第4号、日本温泉気候物理医学会、1986年、187-190頁、doi:10.11390/onki1962.49.187、ISSN 0029-0343、NAID 130002038929。
- 野口順一「我国における皮膚病湯治の特異性」『日本温泉気候物理医学会雑誌』第51巻第1号、日本温泉気候物理医学会、1987年、3-7頁、doi:10.11390/onki1962.51.3、ISSN 0029-0343、NAID 130002039061。
- 電解腐蝕『岩手県立病院医学会雑誌』 28巻： 2号：p.151-152 発行年：1988年12月、野口順一 (要購読契約)
- アトピー性皮膚炎患者の血液所見の水治療法による変化の推移『岩手県立病院医学会雑誌』 29巻：1号：p.30-36 発行年：1989年05月、野口順一 (要購読契約)

【1990年～】
- アトピー性皮膚炎の水治療法『皮膚病診療』 12巻：9号：p.795-798 発行年：1990年09月、野口順一 (要購読契約)
- 野口順一「皮膚疾患の水治療(特に浴法について)」『温泉科学』第41巻、1990年、75-76頁、NAID 80005735640。 (要購読契約)
- イギリスにおける温泉保養地とその医療活動について『日本温泉科学会大会講演要旨集』 46th巻：p.42 発行年：1993年、野口順一 (要購読契約)
- 東北地方北部にある特異な泉質の温泉とそれらの皮膚科的適用『日本温泉科学会大会講演要旨集』 47th巻：p.27 発行年：1994年、野口順一 (要購読契約)
- いわゆるアトピー性皮膚炎の温泉療法『日本温泉科学会大会講演要旨集』 48th巻：p.33 発行年：1995年、野口順一 (要購読契約)
- 野口順一「東北地方にある特異な泉質の温泉とそれらの皮膚科的適用」『日本温泉気候物理医学会雑誌』第59巻第2号、日本温泉気候物理医学会、1996年、121-125頁、doi:10.11390/onki1962.59.121、ISSN 0029-0343、NAID 130002042808。
- 玉川温泉診療所における診療内容『日本温泉科学会大会講演要旨集』49th巻：p.27 発行年：1996年、野口順一 (要購読契約)
- 野口順一「皮膚病の温泉療法」『温泉科学』第47巻第3号、日本温泉科学会、1997年12月、111-114頁、ISSN 00302821、NAID 10026944323。 (要購読契約)
- 皮膚病の温泉療法『日本温泉科学会大会講演要旨集』 50th巻：p.11 発行年：1997年、野口順一 (要購読契約)
- 野口順一, 木暮金太夫「フランスの皮膚病湯治場ラ・ロシュ・ポゼ」『日本温泉気候物理医学会雑誌』第62巻第2号、日本温泉気候物理医学会、1999年2月、109-113頁、doi:10.11390/onki1962.62.109、ISSN 00290343、NAID 10005968465。

【2000年～】
- 野口順一「皮膚疾患と入浴」『JIM』第10巻、医学書院、2000年、850-854頁、NAID 80011878260。 (要購読契約)
- 野口順一「第21回国際海洋療法学会の報告」『日本温泉気候物理医学会雑誌』第63巻第4号、日本温泉気候物理医学会、2000年8月、212-213頁、doi:10.11390/onki1962.63.212、ISSN 00290343、NAID 10005966760。
- 正しい入浴法のすすめ 皮膚疾患と入浴『JIM (JIM)』 10巻：10号：p.850-854 発行年：2000年10月15日、野口順一 (要購読契約)
- 酸性硫黄泉に依る尋常性乾せんの治療【 日本温泉気候物理医学会雑誌』 64巻：1号：p.41 発行年：2000年11月、野口順一 (要購読契約)
- 劇症型ウイルス性皮膚疾患の温泉療法 【日本温泉気候物理医学会雑誌 (Journal of Balneology, Climatology and Physical Medicine) 巻：65 号：1 ページ 35-36 発行年 2001年11月】 野口順一 (要購読契約)
- 野口順一「皮膚病湯治の目標」『温泉科学』第51巻第3号、日本温泉科学会、2001年12月、108-110頁、ISSN 00302821、NAID 10013927157。 (要購読契約)
- 酸性泉浴に因る皮膚の変化『日本温泉気候物理医学会雑誌』 67巻：1号：p.34-35 発行年：2003年11月、野口順一 (要購読契約)
- 皮膚耐性菌感染症に対する温泉・水治療法【 日本温泉科学会大会講演要旨集 (日本温泉科学会大会プログラムと講演要旨) 巻：57th ページ：30 発行年：2004年】野口順一 (要購読契約)
- 温泉療法におけるNBM(Narrative Based Medicine)-玉川温泉療法の場合-【 日本温泉科学会大会講演要旨集 (日本温泉科学会大会プログラムと講演要旨) 巻：58th ページ：40 発行年：2005年09月】野口順一 (要購読契約)
- 玉川温泉の最近の療養実態について【 日本温泉気候物理医学会雑誌 (Journal of Balneology, Climatology and Physical Medicine) 巻：69 号：1 ページ：52-53 発行年：2005年11月】 野口順一 (要購読契約)
- 温泉・水治療法上のいわゆるアトピー性皮膚炎患者の症状の程度に拠る分類【 日本温泉気候物理医学会雑誌 (Journal of Balneology, Climatology and Physical Medicine) 巻：70 号：1 ページ：30-31 発行年：2006年11月】野口順一 (要購読契約)
- 温泉・水治療法上のいわゆるアトピー性皮膚炎患者の症状の程度に拠る分類【温泉科学 (Journal of the Balneological Society of Japan) 巻：56 号：3 ページ：80 発行年：2006年12月28日】野口順一 (要購読契約)
- 柳澤融, 野口順一, 足澤輝夫, 杉江忠之助「玉川温泉療養がん患者の感情プロフィール検査(POMS)について」『日本温泉気候物理医学会雑誌』第70巻第2号、日本温泉気候物理医学会、2007年2月、77-83頁、doi:10.11390/onki1962.70.77、ISSN 00290343、NAID 10018756422。
- 野口順一「いわゆるアトピー性皮膚炎患者の症状の種々の程度とそれらに対する温泉・水治療法の治効の比較研究」『温泉科学』第56巻第4号、日本温泉科学会、2007年3月、137-143頁、ISSN 00302821、NAID 10018916645。 (要購読契約)
- 結節性痒疹の温泉・水治療法【 日本温泉科学会大会講演要旨集 (日本温泉科学会大会プログラムと講演要旨) 巻：60th ページ：20 発行年：2007年09月07日】野口順一 (要購読契約)
- 結節性痒疹の温泉・水治療法【日本温泉気候物理医学会雑誌 (Journal of Balneology, Climatology and Physical Medicine) 巻：71 号：1 ページ：52 発行年：2007年11月】 野口順一 (要購読契約)
- 結節性痒疹の温泉・水治療法【 温泉科学 巻：57 号：3 ページ：137 発行年：2007年12月28日 】野口順一 (要購読契約)
- 高張性泉浴に拠る水疱性皮膚疾患の治療【日本温泉科学会大会講演要旨集 (日本温泉科学会大会プログラムと講演要旨) 巻：62nd ページ：73 発行年：2009年09月07日】野口順一 (要購読契約)
- 疣贅のヨード イオントフォレーゼ療法【 日本温泉気候物理医学会雑誌 巻：73 号：1 ページ：61 発行年：2009年11月】 野口順一 (要購読契約)

【2010年～】
- 野口順一「湯治の変遷と将来への期待」『温泉科学』第59巻第4号、2010年3月、259-260頁、ISSN 00302821、NAID 10026259065。
- 掌蹠膿疱症および爪変形に対する高浸透圧療法【 日本温泉科学会大会講演要旨集 (日本温泉科学会大会プログラムと講演要旨 )巻：63rd ページ：56 発行年：2010年09月12日】 野口順一, 野口順一 (要購読契約)
- 高張性泉浴に拠る水疱性皮膚疾患の治療【 日本温泉気候物理医学会雑誌 (Journal of Balneology, Climatology and Physical Medicine) 巻：74 号：1 ページ：49 発行年： 2010年11月】野口順一 (要購読契約)
- スピール膏とセメダインを用いた爪変形治療の試み【 日本皮膚科学会雑誌 巻：122 号：3 ページ：642 発行年：2012年03月20日】野口順一 (要購読契約)
- 高滲透圧に依る水疱の局所療法【 日本皮膚科学会雑誌 巻：124 号：11 ページ：2137 発行年： 2014年10月20日】野口順一 (要購読契約)
- 小児湿疹の環境療法【 日本皮膚科学会雑誌 巻：125 号：12 ページ：2304 発行年：2015年11月20日】 野口順一 (要購読契約)
- 尋常性乾癬の食餌療法と皮疹の亜鉛華軟膏封埋療法【 日本皮膚科学会雑誌 巻：126 号：3 ページ：305(J-STAGE) 発行年：2016年】 野口 順一 (要購読契約)